# Pusiola theresia
Pusiola theresia är en fjärilsart som beskrevs av Sergius G. Kiriakoff 1963. Pusiola theresia ingår i släktet Pusiola och familjen björnspinnare. Inga underarter finns listade.